# 嘉兴有轨电车T1线
嘉兴有轨电车T1线是浙江省嘉兴市的第一条有轨电车线路，亦是嘉兴市区第一条城市轨道交通线路，嘉兴市第二条城市轨道交通线路。本线由嘉兴市申嘉有轨电车运营。标识色是■红色。

## 历史
- 2019年12月28日，本线与嘉兴火车站枢纽、沪嘉城际铁路先行段共同开工[1]
- 2020年5月，开始全线建设[2]。
- 2021年6月25日，T1线示范段（嘉兴南站至纺工路滨河路站）开通运营[3]
- 2022年1月15日，纺工路滨河路站至嘉兴火车站段开通运营[4]。
- 2022年6月25日，嘉兴火车站至中山东路安乐路站开通运营，一號線一期工程完工。[5]

## 线路信息

### 线路数据
- 营运里程：13.8千米
- 车站数目：15
- 轨距：1435毫米
- 双线区间：全线
- 电气化区间：仅部分车站（参见嘉兴有轨电车#供电）
- 地下区间：东方路甪里街路口北 - 勤俭路嘉禾路路口东（嘉兴火车站站前后部分区间）
- 地面区间：除地下区间以外的所有路段

### 车站列表
线路规划起点为嘉兴南站，终点为秀园路站，全长20.4千米，其中嘉兴南站至中山东路安乐路（旭辉广场）站为有轨电车一期工程建设项目，中山东路安乐路站至秀园路站为二期工程建设项目。

线路图

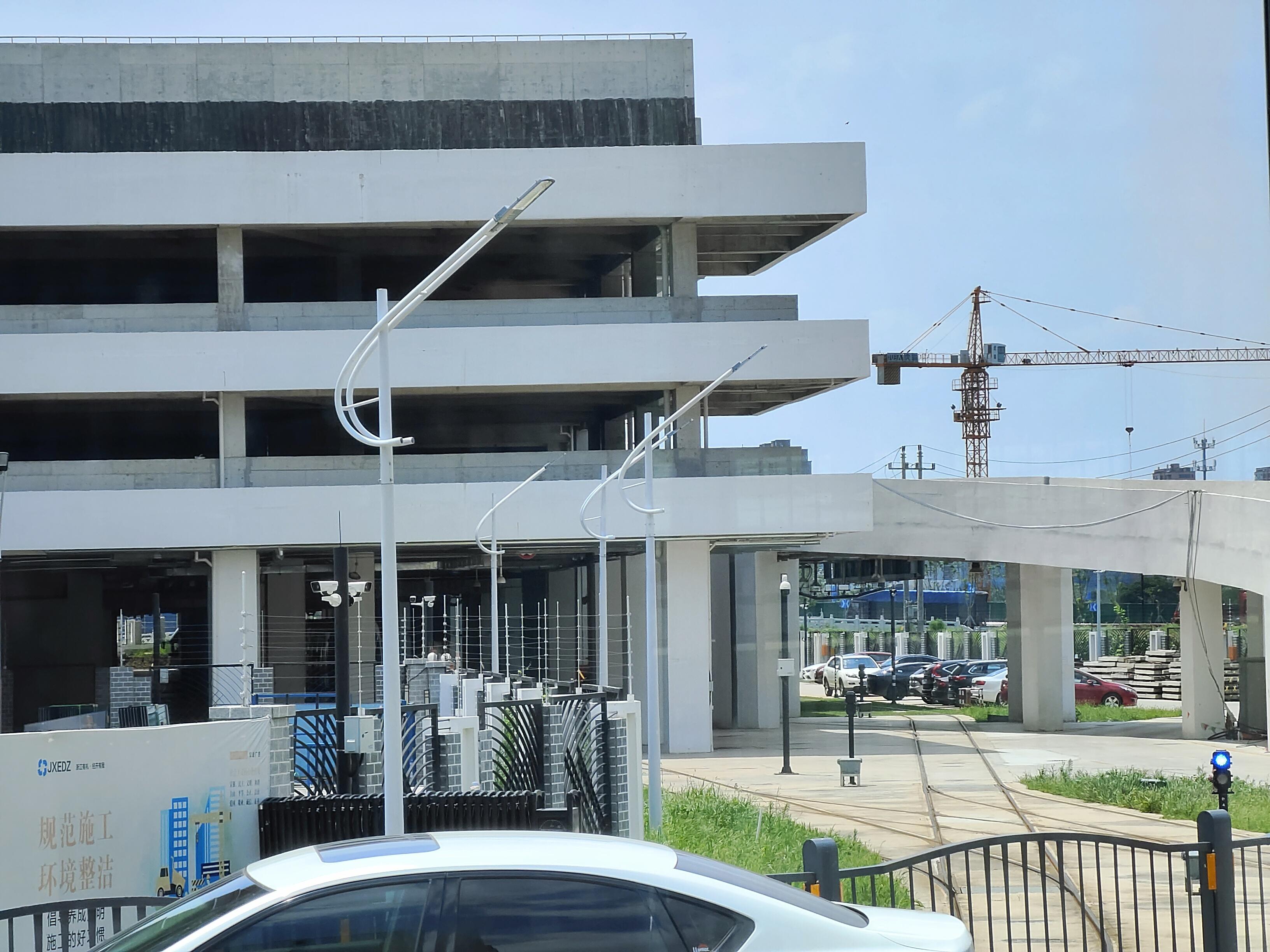
从电车上望向庆丰路检修基地

| 区段 | 站名                       | 所在地 | 站台形式     | 启用日期      |
| ---- | -------------------------- | ------ | ------------ | ------------- |
| 一期 | 嘉兴南站                   | 南湖区 | 分离侧式站台 | 2021年6月25日 |
| 一期 | 庆丰路百川路               | 南湖区 |              | 未开通        |
| 一期 | 庆丰路三环南路             | 南湖区 |              | 未开通        |
| 一期 | 庆丰路五环洞路             | 南湖区 |              | 未开通        |
| 一期 | 有轨电车庆丰路基地         | 南湖区 | 对称侧式站台 | 2021年6月25日 |
| 一期 | 庆丰路长水路               | 南湖区 | 岛式站台     | 2021年6月25日 |
| 一期 | 由拳路庆丰路               | 南湖区 |              | 未开通        |
| 一期 | 由拳路双溪路               | 南湖区 | 分离侧式站台 | 2021年6月25日 |
| 一期 | 由拳路商务大道             | 南湖区 | 对称侧式站台 | 2021年6月25日 |
| 一期 | 由拳路富润路               | 南湖区 |              | 未开通        |
| 一期 | 纺工路由拳路（中央公园）   | 南湖区 | 岛式站台     | 2021年6月25日 |
| 一期 | 嘉兴一中                   | 南湖区 | 岛式站台     | 2021年6月25日 |
| 一期 | 纺工路烟雨路               | 南湖区 | 对称侧式站台 | 2021年6月25日 |
| 一期 | 纺工路南溪西路（南湖湖滨） | 南湖区 | 岛式站台     | 2021年6月25日 |
| 一期 | 纺工路景湖路               | 南湖区 | 对称侧式站台 | 2021年6月25日 |
| 一期 | 纺工路滨河路               | 南湖区 | 对称侧式站台 | 2021年6月25日 |
| 一期 | 嘉兴火车站                 | 南湖区 | 对称侧式站台 | 2022年1月15日 |
| 一期 | 人民公园                   | 南湖区 | 对称侧式站台 | 2022年6月25日 |
| 一期 | 中山东路建国南路（瓶山）   | 南湖区 | 岛式站台     | 2022年6月25日 |
| 一期 | 中山东路禾兴南路           | 南湖区 | 对称侧式站台 | 2022年6月25日 |
| 一期 | 中山东路安乐路（旭辉广场） | 南湖区 | 对称侧式站台 | 2022年6月25日 |
| 二期 | 洪波路                     | 南湖区 |              | 未开通        |
| 二期 | 中山东路越秀路             | 南湖区 |              | 未开通        |
| 二期 | 洪兴路越秀路               | 南湖区 |              | 未开通        |
| 二期 | 友谊街                     | 秀洲区 |              | 未开通        |
| 二期 | 昌盛中路                   | 秀洲区 |              | 未开通        |
| 二期 | 新洲路                     | 秀洲区 |              | 未开通        |
| 二期 | 秀洲大道                   | 秀洲区 |              | 未开通        |
| 二期 | 秀清路                     | 秀洲区 |              | 未开通        |
| 二期 | 秀园路                     | 秀洲区 |              | 未开通        |

### 车辆基地
本线目前拥有检修基地一处，为庆丰路检修基地，位于有轨电车庆丰路基地站西侧。目前该车辆基地的上盖工程正在建设中。
本线还规划有启智路停车场，位于秀清路站与秀洲大道站间。待二期投入使用后，该停车场将同步启用。

## 争议

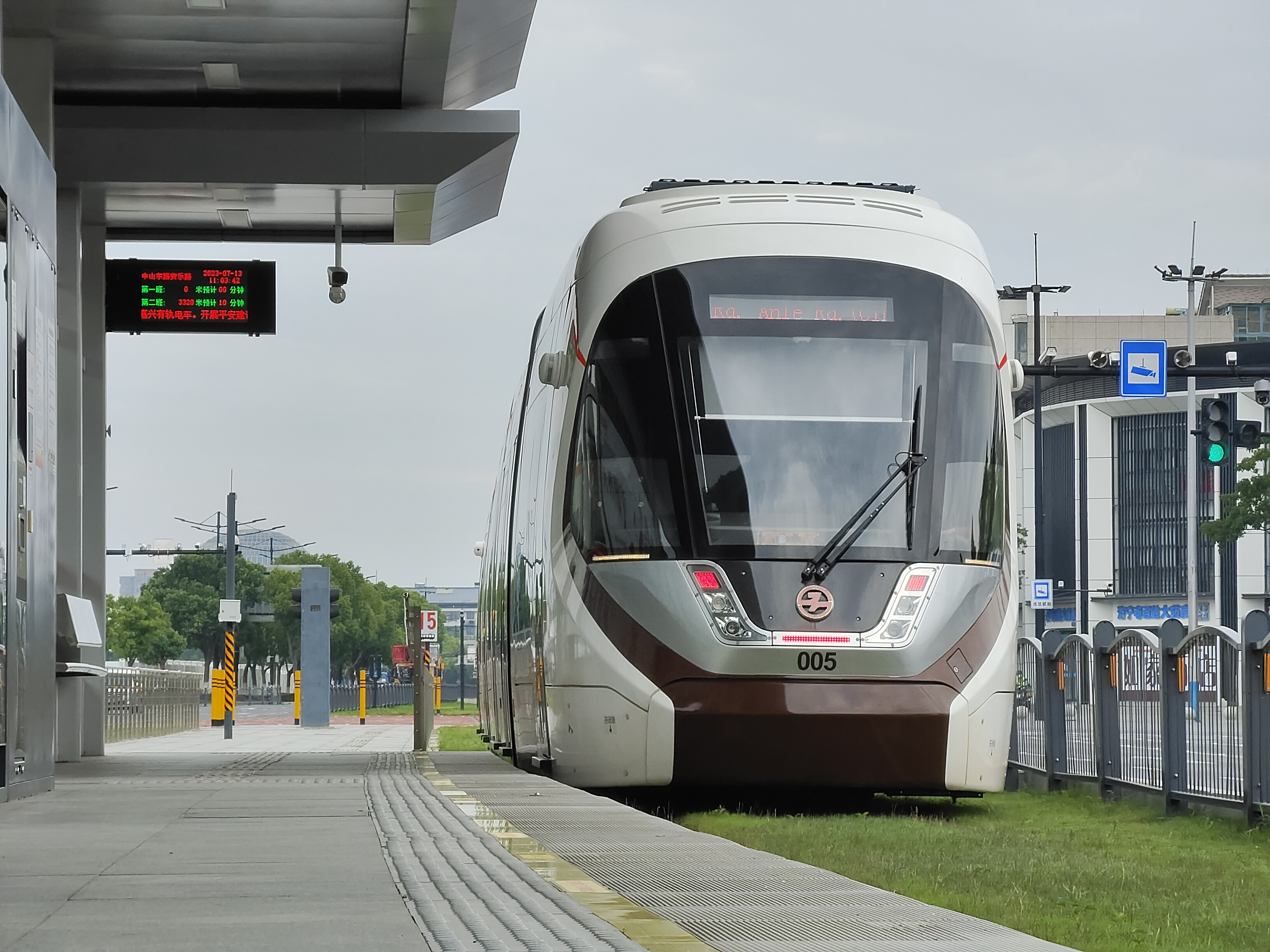
2021年5月23日晚碰撞事故车

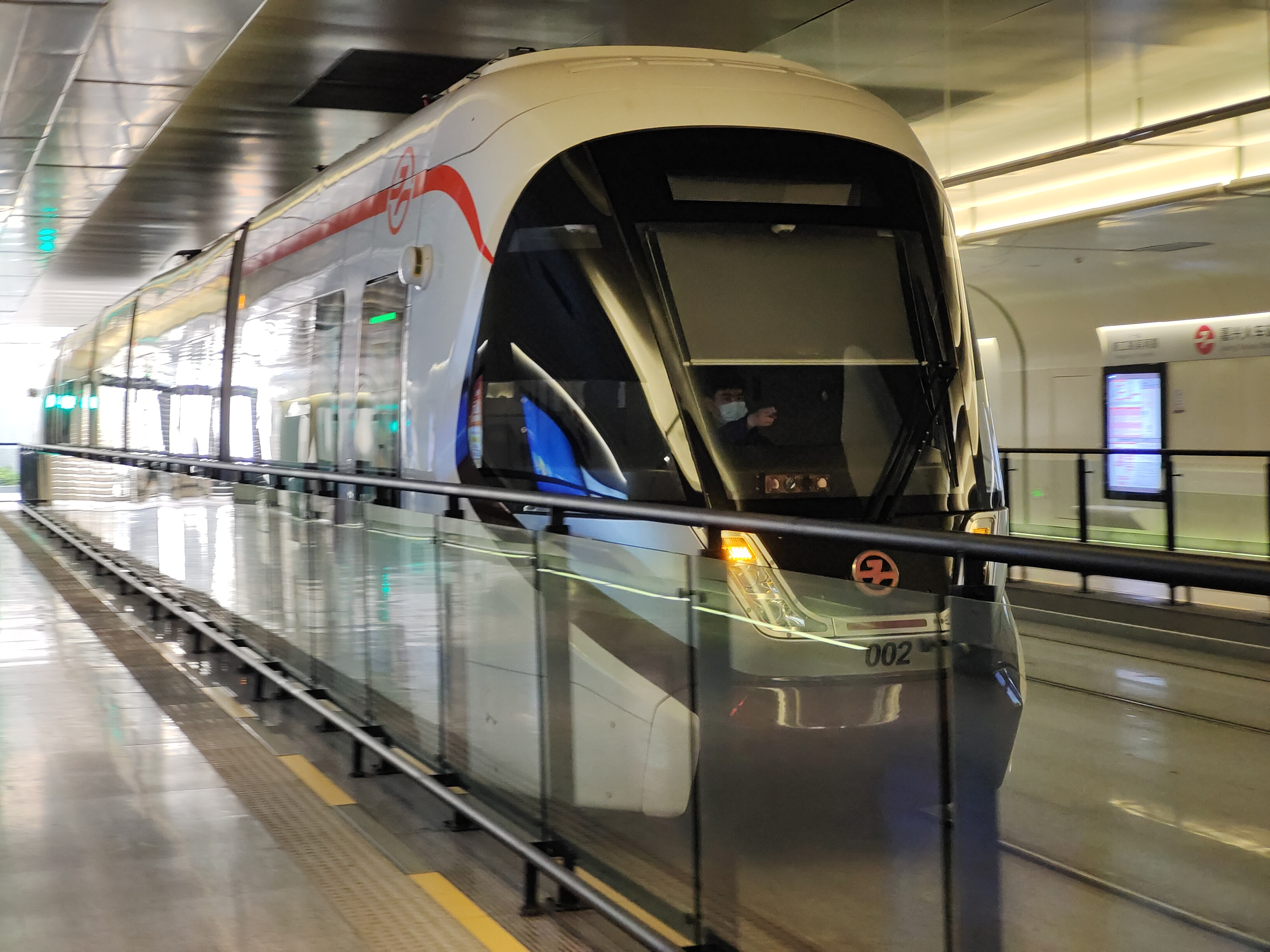
2021年6月3日早碰撞事故车

### 路权之争
本线在试运营时曾发生过两起与社会车辆相撞的事故和一起社会车辆误入轨行区的冲突。
2022年1月15日，纺工路凌公塘路口发生一起非机动车与机动车相撞事故，惟非机动车驾驶员在受伤后在有轨电车轨行区内倒地不起，造成附近一列电车堵在路口附近无法前进。
多起事件引发部分网友对于嘉兴有轨电车占用原有社会车辆车道（尤其是中山东路段）的不满，被认为其的兴建只顾金钱利益、却并未顾及百姓出行体验。更有网友将其与珠海有轨电车对比，质疑嘉兴一意孤行建设有轨电车。